# Pieter Collen
Pour les articles homonymes, voir Collen.
Pieter Collen, né le 20 juin 1980 à Gand, est un footballeur international belge. Il évolue au poste de défenseur.

## Carrière
Collen commence sa carrière professionnelle au KAA La Gantoise où il joue pendant deux saisons avant de partir aux Pays-Bas. Il arrive à Vitesse Arnhem mais ne joue pas. Il décide donc la même saison de partir chez le grand rival, NEC Nimègue. Il s'y impose comme titulaire et fait forte impression, surtout la deuxième saison. Collen signe alors au Feyenoord Rotterdam pour un transfert évalué à 2,2 millions d'euros.
Une fois arrivé à Rotterdam, il réalise quelques bonnes prestations aussi bien en championnat qu'en coupe UEFA. Malheureusement, une grosse blessure freine sa progression. Une fois rétabli, il est prêté pour 6 mois à NAC Breda mais il se blesse de nouveau et ne joue pas de toute la saison.
Durant l'été 2003, remis de sa nouvelle blessure, il est de nouveau prêté à NAC Breda. Il s'impose comme titulaire et enchaîne les bonnes prestations. Feyenoord le rappelle alors pour commencer la saison 2005-2006. Malgré quelques blessures, il s'impose petit à petit à Feyenoord.
Il est sélectionné pour la première fois avec les diables rouges le 11 mai 2006 contre l'Arabie saoudite.

## Palmarès
Feyenoord Rotterdam
- Coupe de l'UEFA
  - Vainqueur (1) : 2002